# コラッツァ
コラッツァ（伊: Colazza）は、イタリア共和国ピエモンテ州ノヴァーラ県にある、人口約500人の基礎自治体（コムーネ）。

## 地理

### 位置・広がり
| 隣接するコムーネは以下の通り。 - アメーノ - アルメーノ - インヴォーリオ - メイナ - ピザーノ |